# كايو غارسيا
كايو غارسيا هو لاعب كرة قدم برازيلي في مركز الوسط، ولد في 3 نوفمبر 1987 في ساو برناردو دو كامبو في البرازيل. لعب مع غزيرا يونايتد وميلسامي أورهي ونادي أيه بي سي ونادي تاركسيين راينباوز ونادي فرايبورغ.

## وصلات خارجية
- كايو غارسيا على موقع قاعدة بيانات كرة القدم.إي يو (الإنجليزية)
- كايو غارسيا على موقع Soccerway.com (الإنجليزية)